# Llista d'asteroides/142101-142200
| Nom             | Designació provisional | Data de descobriment  | Lloc de descobriment   | Descobridor/s          |
| --------------- | ---------------------- | --------------------- | ---------------------- | ---------------------- |
| 142101 -        | 2002 QJ68              | 18 d'agost de 2002    | Palomar                | NEAT                   |
| 142102 -        | 2002 QP69              | 18 d'agost de 2002    | Palomar                | NEAT                   |
| 142103 -        | 2002 QV74              | 18 d'agost de 2002    | Palomar                | NEAT                   |
| 142104 -        | 2002 QM78              | 30 d'agost de 2002    | Palomar                | NEAT                   |
| 142105 -        | 2002 QX83              | 19 d'agost de 2002    | Palomar                | NEAT                   |
| 142106 Nengshun | 2002 QZ83              | 30 d'agost de 2002    | Nanchuan               | Q.-z. Ye               |
| 142107 -        | 2002 QG86              | 17 d'agost de 2002    | Palomar                | NEAT                   |
| 142108 -        | 2002 QJ86              | 17 d'agost de 2002    | Palomar                | NEAT                   |
| 142109 -        | 2002 QD92              | 18 d'agost de 2002    | Palomar                | NEAT                   |
| 142110 -        | 2002 RO                | Ondřejov              | P. Kušnirák, P. Pravec |                        |
| 142111 -        | 2002 RU1               | 4 de setembre de 2002 | Anderson Mesa          | LONEOS                 |
| 142112 -        | 2002 RS2               | 4 de setembre de 2002 | Anderson Mesa          | LONEOS                 |
| 142113 -        | 2002 RS3               | 1 de setembre de 2002 | Haleakala              | NEAT                   |
| 142114 -        | 2002 RA4               | 2 de setembre de 2002 | Haleakala              | NEAT                   |
| 142115 -        | 2002 RC5               | 3 de setembre de 2002 | Palomar                | NEAT                   |
| 142116 -        | 2002 RE5               | 3 de setembre de 2002 | Palomar                | NEAT                   |
| 142117 -        | 2002 RY5               | 1 de setembre de 2002 | Anderson Mesa          | LONEOS                 |
| 142118 -        | 2002 RE6               | 1 de setembre de 2002 | Haleakala              | NEAT                   |
| 142119 -        | 2002 RD7               | 2 de setembre de 2002 | Kitt Peak              | Spacewatch             |
| 142120 -        | 2002 RM7               | 3 de setembre de 2002 | Haleakala              | NEAT                   |
| 142121 -        | 2002 RD8               | 3 de setembre de 2002 | Haleakala              | NEAT                   |
| 142122 -        | 2002 RG8               | 3 de setembre de 2002 | Haleakala              | NEAT                   |
| 142123 -        | 2002 RA9               | 4 de setembre de 2002 | Palomar                | NEAT                   |
| 142124 -        | 2002 RP9               | 4 de setembre de 2002 | Palomar                | NEAT                   |
| 142125 -        | 2002 RR9               | 4 de setembre de 2002 | Palomar                | NEAT                   |
| 142126 -        | 2002 RT9               | 4 de setembre de 2002 | Palomar                | NEAT                   |
| 142127 -        | 2002 RY9               | 4 de setembre de 2002 | Palomar                | NEAT                   |
| 142128 -        | 2002 RE10              | 4 de setembre de 2002 | Palomar                | NEAT                   |
| 142129 -        | 2002 RD11              | 4 de setembre de 2002 | Palomar                | NEAT                   |
| 142130 -        | 2002 RU11              | 4 de setembre de 2002 | Anderson Mesa          | LONEOS                 |
| 142131 -        | 2002 RV11              | 4 de setembre de 2002 | Anderson Mesa          | LONEOS                 |
| 142132 -        | 2002 RW13              | 4 de setembre de 2002 | Anderson Mesa          | LONEOS                 |
| 142133 -        | 2002 RY13              | 4 de setembre de 2002 | Anderson Mesa          | LONEOS                 |
| 142134 -        | 2002 RH14              | 4 de setembre de 2002 | Anderson Mesa          | LONEOS                 |
| 142135 -        | 2002 RY14              | 4 de setembre de 2002 | Anderson Mesa          | LONEOS                 |
| 142136 -        | 2002 RZ14              | 4 de setembre de 2002 | Anderson Mesa          | LONEOS                 |
| 142137 -        | 2002 RN15              | 4 de setembre de 2002 | Anderson Mesa          | LONEOS                 |
| 142138 -        | 2002 RQ16              | 4 de setembre de 2002 | Anderson Mesa          | LONEOS                 |
| 142139 -        | 2002 RR16              | 4 de setembre de 2002 | Anderson Mesa          | LONEOS                 |
| 142140 -        | 2002 RA17              | 4 de setembre de 2002 | Anderson Mesa          | LONEOS                 |
| 142141 -        | 2002 RT17              | 4 de setembre de 2002 | Anderson Mesa          | LONEOS                 |
| 142142 -        | 2002 RW17              | 4 de setembre de 2002 | Anderson Mesa          | LONEOS                 |
| 142143 -        | 2002 RM18              | 4 de setembre de 2002 | Anderson Mesa          | LONEOS                 |
| 142144 -        | 2002 RX18              | 4 de setembre de 2002 | Anderson Mesa          | LONEOS                 |
| 142145 -        | 2002 RD19              | 4 de setembre de 2002 | Anderson Mesa          | LONEOS                 |
| 142146 -        | 2002 RZ19              | 4 de setembre de 2002 | Anderson Mesa          | LONEOS                 |
| 142147 -        | 2002 RR20              | 4 de setembre de 2002 | Anderson Mesa          | LONEOS                 |
| 142148 -        | 2002 RD21              | 4 de setembre de 2002 | Anderson Mesa          | LONEOS                 |
| 142149 -        | 2002 RR21              | 4 de setembre de 2002 | Anderson Mesa          | LONEOS                 |
| 142150 -        | 2002 RT21              | 4 de setembre de 2002 | Anderson Mesa          | LONEOS                 |
| 142151 -        | 2002 RN24              | 4 de setembre de 2002 | Anderson Mesa          | LONEOS                 |
| 142152 -        | 2002 RO24              | 4 de setembre de 2002 | Anderson Mesa          | LONEOS                 |
| 142153 -        | 2002 RS24              | 4 de setembre de 2002 | Anderson Mesa          | LONEOS                 |
| 142154 -        | 2002 RM28              | 5 de setembre de 2002 | Ondřejov               | P. Kušnirák, P. Pravec |
| 142155 -        | 2002 RT28              | 6 de setembre de 2002 | Emerald Lane           | L. Ball                |
| 142156 -        | 2002 RX29              | 4 de setembre de 2002 | Anderson Mesa          | LONEOS                 |
| 142157 -        | 2002 RB30              | 4 de setembre de 2002 | Anderson Mesa          | LONEOS                 |
| 142158 -        | 2002 RS30              | 4 de setembre de 2002 | Anderson Mesa          | LONEOS                 |
| 142159 -        | 2002 RT30              | 4 de setembre de 2002 | Anderson Mesa          | LONEOS                 |
| 142160 -        | 2002 RN31              | 4 de setembre de 2002 | Anderson Mesa          | LONEOS                 |
| 142161 -        | 2002 RR31              | 4 de setembre de 2002 | Anderson Mesa          | LONEOS                 |
| 142162 -        | 2002 RY31              | 4 de setembre de 2002 | Anderson Mesa          | LONEOS                 |
| 142163 -        | 2002 RF32              | 4 de setembre de 2002 | Anderson Mesa          | LONEOS                 |
| 142164 -        | 2002 RG32              | 4 de setembre de 2002 | Anderson Mesa          | LONEOS                 |
| 142165 -        | 2002 RF33              | 4 de setembre de 2002 | Anderson Mesa          | LONEOS                 |
| 142166 -        | 2002 RK34              | 4 de setembre de 2002 | Anderson Mesa          | LONEOS                 |
| 142167 -        | 2002 RM34              | 4 de setembre de 2002 | Anderson Mesa          | LONEOS                 |
| 142168 -        | 2002 RC35              | 4 de setembre de 2002 | Anderson Mesa          | LONEOS                 |
| 142169 -        | 2002 RS35              | 5 de setembre de 2002 | Anderson Mesa          | LONEOS                 |
| 142170 -        | 2002 RP36              | 5 de setembre de 2002 | Socorro                | LINEAR                 |
| 142171 -        | 2002 RE38              | 5 de setembre de 2002 | Socorro                | LINEAR                 |
| 142172 -        | 2002 RK39              | 5 de setembre de 2002 | Socorro                | LINEAR                 |
| 142173 -        | 2002 RN39              | 5 de setembre de 2002 | Socorro                | LINEAR                 |
| 142174 -        | 2002 RO39              | 5 de setembre de 2002 | Socorro                | LINEAR                 |
| 142175 -        | 2002 RB40              | 5 de setembre de 2002 | Socorro                | LINEAR                 |
| 142176 -        | 2002 RE40              | 5 de setembre de 2002 | Socorro                | LINEAR                 |
| 142177 -        | 2002 RT40              | 5 de setembre de 2002 | Socorro                | LINEAR                 |
| 142178 -        | 2002 RW41              | 5 de setembre de 2002 | Socorro                | LINEAR                 |
| 142179 -        | 2002 RL43              | 5 de setembre de 2002 | Socorro                | LINEAR                 |
| 142180 -        | 2002 RN43              | 5 de setembre de 2002 | Socorro                | LINEAR                 |
| 142181 -        | 2002 RP45              | 5 de setembre de 2002 | Socorro                | LINEAR                 |
| 142182 -        | 2002 RW45              | 5 de setembre de 2002 | Socorro                | LINEAR                 |
| 142183 -        | 2002 RP46              | 5 de setembre de 2002 | Socorro                | LINEAR                 |
| 142184 -        | 2002 RC47              | 5 de setembre de 2002 | Socorro                | LINEAR                 |
| 142185 -        | 2002 RV47              | 5 de setembre de 2002 | Socorro                | LINEAR                 |
| 142186 -        | 2002 RW47              | 5 de setembre de 2002 | Socorro                | LINEAR                 |
| 142187 -        | 2002 RZ47              | 5 de setembre de 2002 | Socorro                | LINEAR                 |
| 142188 -        | 2002 RC49              | 5 de setembre de 2002 | Socorro                | LINEAR                 |
| 142189 -        | 2002 RO49              | 5 de setembre de 2002 | Socorro                | LINEAR                 |
| 142190 -        | 2002 RN50              | 5 de setembre de 2002 | Socorro                | LINEAR                 |
| 142191 -        | 2002 RV50              | 5 de setembre de 2002 | Socorro                | LINEAR                 |
| 142192 -        | 2002 RU51              | 5 de setembre de 2002 | Socorro                | LINEAR                 |
| 142193 -        | 2002 RU52              | 5 de setembre de 2002 | Anderson Mesa          | LONEOS                 |
| 142194 -        | 2002 RF53              | 5 de setembre de 2002 | Socorro                | LINEAR                 |
| 142195 -        | 2002 RK54              | 5 de setembre de 2002 | Socorro                | LINEAR                 |
| 142196 -        | 2002 RP54              | 5 de setembre de 2002 | Socorro                | LINEAR                 |
| 142197 -        | 2002 RT55              | 5 de setembre de 2002 | Anderson Mesa          | LONEOS                 |
| 142198 -        | 2002 RN56              | 5 de setembre de 2002 | Anderson Mesa          | LONEOS                 |
| 142199 -        | 2002 RC57              | 5 de setembre de 2002 | Anderson Mesa          | LONEOS                 |
| 142200 -        | 2002 RF57              | 5 de setembre de 2002 | Anderson Mesa          | LONEOS                 |